# 稲荷神社 (板橋区宮本町)
稲荷神社（いなりじんじゃ）は、東京都板橋区の神社。

## 概要
創建年代は不明である。出井の泉をはじめ泉が多かったことから、当地周辺を「清水」と呼ぶようになった。そういう経緯により清水稲荷神社（しみずいなりじんじゃ）という通称もある。
かつては、当社の神事として「オビシャ祭」があった。1869年（明治2年）の記録にも残っている。現在は廃絶している。

## 摂末社
- 榛名神社
- 三峰神社

## 氏子区域
- 志村清水町（旧地名）全域

## 交通アクセス
- 板橋本町駅より徒歩8分。